# Levittown (Nowy Jork)
Levittown – jednostka osadnicza w Stanach Zjednoczonych, w stanie Nowy Jork, w hrabstwie Nassau. W 2020 roku liczył 51 758 mieszkańców.